# Russula subsect. Atropurpurinae
Russula subsect. Atropurpurinae ist eine Untersektion aus der Gattung Russula, die innerhalb der Sektion Russula steht.

## Merkmale
Die Hüte sind meist schwarzpurpurn oder dunkel karminrot gefärbt, manchmal auch vermischt mit grünlichen oder violetten Farbtönen, selten können sie auch ganz grünlich sein. Rein rote Hüte kommen mit einer Ausnahme nicht vor. Der Süßriechende Täubling, Russula fragilis var. knauthii, hat einen fast kirschroten Hut, der nur einen leichten purpurnen Stich hat. Gewöhnlich ist die Huthaut glänzend, bei feuchter Witterung oft auch klebrig. Der Geschmack ist mehr oder weniger scharf, daher sind alle Arten ungenießbar oder schwach giftig. Auch der Geruch ist unterschiedlich stark ausgeprägt. Die Arten riechen aber immer angenehm und immer irgendwie fruchtig. Das Sporenpulver ist weiß oder weißlich.
Die Huthaut enthält mehr oder weniger Pileozystiden, die sich unterschiedlich gut mit Sulfovanillin anfärben lassen. Die Hyphen der Huthaut enthalten ein purpurnes Vakuolenpigment. 
- Die Typart ist Russula atropurpurea, der Purpurschwarze Täubling.[1][2][3]

## Systematik
Die Subsektion Atropurpurinae von Bon und Romagnesi stimmen weitestgehend überein, nur dass sie bei Romagnesi in der Sektion Atropurpurea und bei Bon in der Sektion Russula steht. Bei Singer hat das Taxon den Rang eines Strips (Atropurpurea) und steht in der Subsektion Russula. Da Singer bei seiner Systematik auf Untergattungen verzichtet hat, ist sein Strip als gleichrangig zu Bons Untersektion anzusehen. Allerdings ordnet er die Gruppe um Russula fragilis in den Strip Emetica ein, die der Untersektion Emeticinae entspricht. Seine Einordnung ist nicht unbegründet, da diese Gruppe sicher das Bindeglied zwischen den beiden Untersektionen (Strips) ist. Bei Sarnari hat das Taxon Artopurpurea den Rang einer Serie. Sie enthält bei ihm aber zusätzlich die Untersektion Citrinae und Teile der Untersektion Emeticinae.
| Deutscher Artname             | Wissenschaftlicher Artname                       | Autor                                       |
| ----------------------------- | ------------------------------------------------ | ------------------------------------------- |
| Karminroter Täubling          | Russula taeniospora                              | Einhell.(1986)                              |
| Purpurschwarzer Täubling      | Russula atropurpurea (Syn: R. krombholzii)       | (Krombh.) Britzelm. (1893) (Shaffer (1970)) |
| Smaragd-Täubling              | Russula innocua R. smaragdina var. innocua       | (Singer) Romagn. ex Bon (1982)              |
| Wechselfarbiger Spei-Täubling | Russula fragilis                                 | (Pers.: Fr.) Fr. 1838.                      |
| Süßriechender Täubling        | Sys.: Russula knauthii R. fragilis var. knauthii | (Singer) Hora 1960                          |
| Erlen-Täubling                | Russula alnetorum Syn.: Russula pumila           | Romagn.(1956) Rouzeau & F. Massart (1970)   |
| Wässriger Moor-Täubling       | Russula aquosa                                   | Leclair (1932)                              |
| Schwarzroter Spei-Täubling    | Russula atrorubens                               | Quél. (1898)                                |